# 圣萨尔瓦杜 (科雷兹省)
圣萨尔瓦杜（法語：Saint-Salvadour，法語發音：[sɛ̃ salvaduʁ]）是法国科雷兹省的一个市镇，属于蒂勒区。

## 地理
圣萨尔瓦杜（45°23'41"N, 1°45'59"E）面积19.47 平方千米，位于法国新阿基坦大区科雷兹省，该省份为法国中南部省份，北起上维埃纳省和克勒兹省，西接多爾多涅省，南至洛特省，东临多姆山省和康塔爾省。
与圣萨尔瓦杜接壤的市镇（或旧市镇、城区）包括：巴尔、博蒙、尚布利沃、奥利亚克德巴尔、塞亚克。

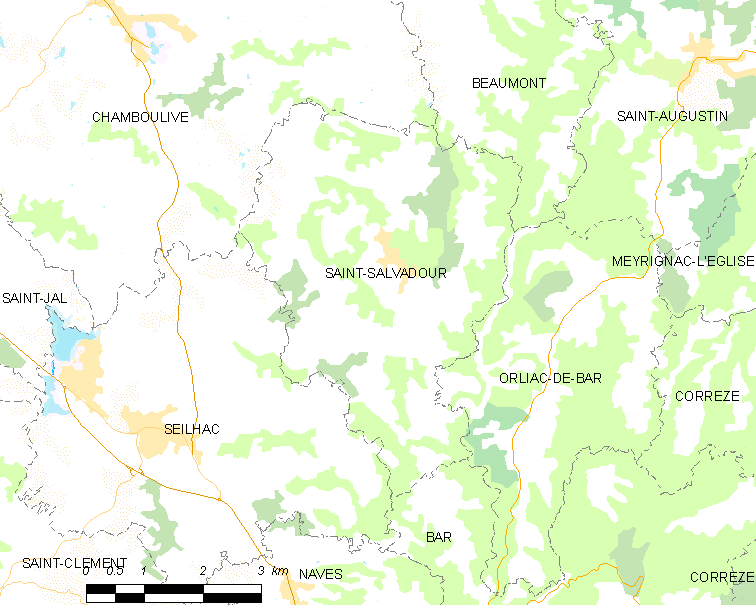
的OSM定位图

圣萨尔瓦杜的时区为UTC+01:00、UTC+02:00（夏令时）。

## 行政
圣萨尔瓦杜的邮政编码为19700，INSEE市镇编码为19240。

## 政治
圣萨尔瓦杜所属的省级选区为塞亚克-莫内迪耶尔县。

## 人口

1962-2008年间人口变化图示

圣萨尔瓦杜于2022年1月1日时的人口数量为317人。